# Senegal en los Juegos Olímpicos de París 2024
Senegal estuvo representado los Juegos Olímpicos de París 2024 por un total de 11 deportistas que compitieron en 7 deportes. Responsable del equipo olímpico es el Comité Nacional Olímpico y Deportivo Senegalés, así como las federaciones deportivas nacionales de cada deporte con participación.
Los portadores de la bandera en la ceremonia de apertura fueron el atleta Louis François Mendy y la piragüista Combe Seck.
El equipo olímpico de Senegal no obtuvo ninguna medalla en estos Juegos.